# توني غرانثام
توني غرانثام (بالإنجليزية: Tony Grantham) هو لاعب بولينغ نيوزيلندي، ولد في 30 ديسمبر 1972 في وانجانوي في نيوزيلندا.

## روابط خارجية
- توني غرانثام على موقع اللجنة الأولمبية النيوزيلندية (الإنجليزية)
- توني غرانثام على موقع اتحاد ألعاب الكومنولث (مؤرشف) (الإنجليزية)
- توني غرانثام على موقع دورة ألعاب الكومنولث 2014 (مؤرشف) (الإنجليزية)